# Northlake (Karolina Południowa)
Northlake – jednostka osadnicza w Stanach Zjednoczonych, w stanie Karolina Południowa, w hrabstwie Anderson.